# Indian Falls (Kalifornija)
Indian Falls je naseljeno područje za statističke svrhe u američkoj saveznoj državi Kalifornija. Prema popisu stanovništva iz 2010. u njemu je živjelo 54 stanovnika.